# Relações entre Angola e Rússia
As relações entre Angola e Rússia são as relações diplomáticas estabelecidas entre a República de Angola e a Federação Russa.

## História
Quando os portugueses se retiraram de Angola, em 1975, o país entrou numa tríplice guerra civil, quando os três movimentos de libertação, o Movimento Popular de Libertação de Angola (MPLA), a Frente Nacional de Libertação de Angola (FLNA) e a União Nacional para a Independência Total de Angola (UNITA), tentaram tomar o poder pela força e explorar as rivalidades entre os Estados Unidos e a União Soviética durante a Guerra Fria para assim conseguir armas, financiamento e outros recursos. As relações entre Angola e a União Soviética eram, portanto, cruciais para a própria exitência do novo Estado angolano.
Com a dissolução da União Soviética, em 26 de dezembro de 1991, Angola ficou sem seu aliado de maior peso. Posteriormente, os angolanos buscaram fortalecer sua relação com a Rússia, visto como o Estado sucessor soviético. As relações russo-angolanas iniciaram sustentadas principalmente em cooperação militar e técnico-militar.

## Cooperação militar
A defesa continua a ser a área de cooperação russo-angolana mais sólida. Até aos dias atuais, a Rússia (juntamente com Cuba) é o parceiro mais estratégico de Angola nesta área. Isto deve-se em grande parte ao seu papel histórico no equipamento e no apoio ao exército do MPLA. Como resultado, a maior parte dos equipamentos militares e a tecnologia de Angola (em todos os ramos das forças armadas) é de origem russa, o que naturalmente gerou uma profunda dependência técnica em assistência, modernização e manutenção. Moscovo também desempenha um papel proeminente na formação das Forças Armadas Angolanas.